# CETME (fuzil)
CETME é o nome porque é conhecido o fuzil/espingarda de combate desenvolvido em Espanha na década de 1950. O CETME é muito semelhante à espingarda automática G3 desenvolvida a partir daquele pela Heckler & Koch GmbH da Alemanha.

## História
O Centro de Estudios Técnicos de Materiales Especiales (CETME) sigla que serviu para baptizar o fuzil, foi criado em 1949, para reagir ao isolamento internacional da Espanha durante da ditadura de Francisco Franco. Destinava-se a criar projectos militares, com ênfase nas armas de assalto para substituírem os obsoletas espingardas de repetição que equipavam as Forças Armadas Espanholas.
O fuzil CETME deriva mecanicamente da StG45(M), um protótipo de espingarda de assalto alemão desenvolvido pela Mauser no final da Segunda Guerra Mundial. O final da guerra ditou a interrupção do projecto e a fuga para Espanha de alguns dos seus técnicos responsáveis. Um deles, Ludwig Vorgrimler foi o responsável pelo desenvolvimento do CETME.
O CETME foi criado por ordem do Ministério da Guerra espanhol. A sua primeira versão viu a luz do dia em 1952 e foi adoptado pelas Forças Armadas Espanholas em 1957. Sucessivas versões foram vendo as suas características melhoradas, como o alcance, a precisão e o tipo de munição. O CETME L foi o fuzil padrão das Forças Armadas Espanholas até 1999, altura em que adoptaram o G36. Por curiosidade o G36 foi desenvolvido a partir da G3, a qual se baseia no CETME B desenvolvido pela Heckler & Koch entre 1957 e 1961. 
O CETME foi considerado um dos melhores fuzis de assalto do seu tempo pela sua elevada precisão, potência e, sobretudo, resistência.

## Variantes
O fuzil CETME foi desenvolvido nas versões A1, A2, B, C, D, E, L, LC, LV e AMELI.
CETME A: primeira versão do fuzil  foi desenvolvida pela empresa C. G. Haenel Waffen und Fahrradfabrik pelo engenheiro Hugo Schmeisser mesmo engenheiro que desenvolveu o fuzil StG 44 posteriormente foi vendida para o governo espanhol, sendo que seu primeiro lote de fabricação está datado de 1948.
CETME A/A1: Segunda versão, desenvolvida em 1949, usando a munição 7,92 x 40 mm CETME, capaz de incapacitar um alvo humano a 1.000 metros. Esta munição era, contudo, proibida pela Convenção de Genebra e por isso, iniciou-se o desenvolvimento da munição 7,62 mm NATO;
CETME B:  modelo capaz de disparar tanto as munições 7,62 mm CETME como o 7,62 mm NATO, através da troca da mola recuperadora e do ferrolho. Incorpora um tapa chamas na boca para lançamento de granadas, coronha mais ergonómica, e bipé. Em 1957, este modelo passou a ser o fuzil padrão das Forças Armadas Espanholas e passou a ser desenvolvido pela H&K, dando origem à G3 em 1961;
CETME C: modelo adoptado pelas Forças Armadas Espanholas em 1964, caracterizando-se pelo fuste e coronha de madeira, câmara estriada, alça de mira do tipo régua regulada para distâncias de 100, 200, 300 e 400 m e carril adaptável a mira telescópica;
CETME E: modelo experimental com alça modificada e carregador e outros componentes de plástico;
CETME L: modelo desenvolvido em 1984, adaptado à munição 5,56 mm NATO, coronha e fuste de material plástico, alça de mira regulável para apenas 200 e 400 m e botão retentor da janela de ejecção aberta, permitindo maior facilidade de inspecção da câmara e de desencravamento da arma;
CETME LC: modelo semelhante ao L, mas mais curto e de coronha retrátil, adaptado ao uso por tropas páraquedistas, guarnições de blindados, etc.
|                         |                   |                             |                                 |                                                      |
| CETME A-2b (protótipo). | Peças do CETME B. | Vista de perfil do CETME L. | Componentes básicos do CETME L. | Detalhe do selector de tiro na posição de segurança. |